# Eurycyde golem
Eurycyde golem – wymarły gatunek kikutnic z rzędu Pantopoda i rodziny Ascorhynchidae. Żył w jurze.

## Taksonomia
Gatunek ten opisany został po raz pierwszy w 2019 roku przez Romain Sabroux, Denisa Audo, Sylvaina Charbonniera, Laure Corbari, i Alexandre’a Hassanina na łamach „Journal of Systematic Palaeontology”. Opisu dokonano na podstawie pojedynczej, datowanej na wczesny tyton skamieniałości odnalezionej w wapieniu z Solnhofen, w kamieniołomie w gminie Solnhofen w niemieckiej Bawarii. Epitet gatunkowy nawiązuje do golema z mitologii hebrajskiej. 
Autorzy oryginalnego opisu umieścili ten gatunek w rodzinie Ascorhynchidae. Za najbardziej prawdopodobną uznali jego przynależność do rodzaju Eurycyde, nie wykluczając jednak że był on przedstawicielem rodzaju Ascorhynchus, jako że cecha diagnostyczna rozróżniające te rodzaje jest trudna w interpretacji u jego skamieniałości.

## Morfologia
Kikutnica ta miała ruchliwy, gruszkowaty ryjek długości 3,9 mm oraz cefalosomę długości 1,8 mm, zaopatrzoną we wzgórek oczny i przed wzgórkiem wyciągniętą szyjkowato. Szczękoczułki (chelifory) miały przypuszczalnie dwuczłonowe trzonki i zwieńczone były szczypcami o nieznanej budowie. Nogogłaszczki były długie. Występowały także owigery. Tułów był przysadzisty, zbudowany z czterech segmentów o pogrubionych tylnych krawędziach. Wyrostki boczne były niezmodyfikowane, pozbawione obrączkowatych nabrzmiałości, rozstawione na odległości równe średnicom. Tułowiowe odnóża kroczne występowały w liczbie czterech par. Były walcowate w przekroju. Te pierwszej pary miały 12,4 mm długości. Prosta, bocznie zwarta struktura po lewej stronie ostatniego segmentu tułowia holotypu może stanowić odwłok lub zdeformowany wyrostek boczny, z kolei lekko zakrzywiona struktura za tym segmentem może być interpretowana jako odwłok lub element podłoża.

## Paleoekologia
Zwierzę to zamieszkiwało dno nieprzekraczających 30–60 m głębokości lagun archipelagu odpowiadającego dzisiejszej Europie. Długie i walcowate w przekroju odnóża przystosowane do kroczenia po dnie, wskazują iż wchodziło w skład epibentosu. Przypuszczalnie bytowało na rafach żywiąc się, podobnie jak współczesne Ascorhynchidae, gąbkami, mięczakami i miękkimi koralowcami.